# ノー・マンズ・ランド
『ノー・マンズ・ランド』（ボスニア語: Ničija zemlja、英語: No Man’s Land）は、2001年のボスニア・ヘルツェゴビナの戦争コメディ映画。
監督はダニス・タノヴィッチ、出演はブランコ・ジュリッチとレネ・ビトラヤツなど。
ボスニア紛争（1992年 - 1995年）を題材にしており、俳優は広くヨーロッパから選ばれている。
第54回カンヌ国際映画祭で脚本賞、第74回アカデミー賞で外国語映画賞を受賞するなど、数々の映画賞を受賞している。

## ストーリー
霧の夜、ボスニア軍前線に赴いた交代要員8人は、双方の前線の間の無人地帯（ノー・マンズ・ランド）のセルビア軍前線寄りに迷い込んだ末、夜明けとともにセルビア側からの一斉射撃を受ける。そのうちの2人、チキとツェラは両軍中間にある無人の塹壕線付近まで逃げるものの戦車砲で吹き飛ばされる。その一人、肩を撃たれたチキは塹壕の中で意識を取り戻し銃を拾って帰り道を探すが、そこへボスニア側の意図を探りに2人のセルビア兵がやってくる。

## キャスト

### ボスニア兵
チキ
演 - ブランコ・ジュリッチ、吹替 - 谷昌樹
ツェラの親友、彼を残して塹壕を去らないと誓う。
ツェラ
演 - フィリプ・ショヴァゴヴィッチ、吹替 - 花田光
意識を失っている間に身体の下に地雷を仕掛けられる。

### セルビア兵
ニノ
演 - レネ・ビトラヤツ、吹替 - 根本泰彦
人見知りをしない入隊ホヤホヤの新兵。
老兵
演 - ムスタファ・ナダレヴィッチ
死体と思ってツェラの身体の下に地雷を仕掛ける。

### UNPROFOR（国際連合保護軍）監視哨アリゾナ2のフランス兵
マルシャン軍曹
演 - ジョルジュ・シアティディス、吹替 - 丸山純路
何とかツェラと2人の負傷兵を助けようとする。
ピエール
演 - アラン・エロワ
ミシェル
演 - サシャ・クレメール
経験の浅い若い兵士。状況を深刻に考えない彼の不注意がとんだ結末を招く。

### UNPROFPOR上官
何とかして面倒に巻き込まれまいとする。
ソフト大佐
演 - サイモン・キャロウ、吹替 - 佐々木敏
デュボワ大尉
演 - セルジュ＝アンリ・ヴァルケ

### マスコミ
ジェーン・リヴィングストン特派員
演 - カトリン・カートリッジ、吹替 - 八十川真由野
マルシャン軍曹と取引して独占映像を得ようとする。

## 受賞
- 2002年
  - アカデミー外国語映画賞
  - ゴールデングローブ賞 外国語映画賞
- 2001年
  - カンヌ国際映画祭 脚本賞
  - セザール賞 最優秀新人監督賞
  - ロサンゼルス映画批評家協会賞 外国語映画賞
  - ラスベガス映画批評家協会賞 外国語映画賞
  - サン・セバスティアン国際映画祭 観客賞
  - ロッテルダム国際映画祭 観客賞
  - サンパウロ国際映画祭 観客賞
  - アメリカン・フィルム・インステュート映画祭 審査員特別賞・観客賞
  - サラエヴォ映画祭 最優秀新人監督賞・観客賞
  - ヨーロピアン・フィルム・アウォーズ 脚本賞
  - ゴールデン・サテライト・アウォーズ 外国語映画賞
  - クロアチア・モトヴァン映画祭 国際批評家連盟賞
  - マケドニア・ピトラ映画祭 ブロンズ・カメラ賞
  - ハイ・フォールズ映画祭 観客賞
  - ベイルート映画祭 観客賞
  - フォート・ロードデイル国際映画祭 観客賞
  - コットバス映画祭 観客賞
  - ブラジル・フィルム・アカデミー 外国語映画賞
  - レインダンス映画祭 審査員賞